# Kung Fu Panda
Kung Fu Panda (Brasil: Kung Fu Panda / Portugal: O Panda do Kung Fu) é um filme de comédia de ação, aventura e animação em computação gráfica, lançado em 2008, produzido pela DreamWorks Animation e distribuído pela Paramount. Foi dirigido por John Stevenson (em sua estréia na direção) e Mark Osborne, e estrelou as vozes de Jack Black, Dustin Hoffman, Angelina Jolie, Ian McShane, Seth Rogen, Lucy Liu, David Cross, Randall Duk Kim e James Hong e Jackie Chan. O filme é ambientado em uma versão da China antiga, povoada por animais falantes antropomórficos e gira em torno de um panda desajeitado chamado Po, um entusiasta do kung fu.
Kung Fu Panda estreou nos Estados Unidos em 6 de junho de 2008. O filme recebeu críticas positivas após seu lançamento. Ele estreou em 4.114 cinemas, arrecadando US$ 20,3 milhões no dia da estréia e US$ 60,2 milhões no fim de semana de estreia, resultando na posição número um nas bilheterias. O filme se tornou a maior abertura da DreamWorks para um filme sem sequência, o filme de animação com maior bilheteria do ano em todo o mundo, e também teve o quarto maior fim de semana de abertura de um filme da DreamWorks nas bilheterias americanas e canadenses, atrás das três sequências de Shrek.
A sequência, Kung Fu Panda 2, foi lançada em 26 de maio de 2011, juntamente com a série de televisão Kung Fu Panda: Legends of Awesomeness, que estreou em Nickelodeon mais tarde no mesmo ano, como parte de uma franquia. Uma segunda sequência  chamada Kung Fu Panda 3 foi lançada em 29 de janeiro de 2016, e em 2024, foi lançado Kung Fu Panda 4'.

## Enredo
No Vale da Paz, uma terra da China antiga habitada por animais antropomórficos, Po, um panda gigante, é um fanático por kung-fu que idolatra os lendários Cinco Furiosos - Tigresa, Macaco, Garça, Víbora e Louva-a-Deus - um quinteto de impressionantes mestres de kung-fu treinados pelo mestre Shifu no Palácio de Jade. No entanto, Po é incapaz de seguir seu sonho de aprender kung-fu, pois além de não ter um condicionamento físico adequado, ele ajuda seu pai, o ganso Sr. Ping, em seu restaurante especializado em macarrão. Enquanto sonhava ser um lendário guerreiro respeitado pelos Cinco Furiosos, Po é acordado por seu pai, fazendo o po cair de sua cama, seu pai pergunta o que ele estava sonhando. Po mente dizendo que estava sonhando com macarrão, e Ping se emociona, dizendo que foi um sinal dos céus. Po então começa a trabalhar ao lado de seu pai, observando o Palácio de longe.
Enquanto isso, o grão-mestre Oogway, mentor e amigo de Shifu, tem uma visão de que o ex-aluno e filho adotivo de Shifu, Tai Lung, retornará. Em pânico, Shifu envia seu mensageiro, Zeng, à prisão onde Tai Lung está, para que o local reforce toda a sua segurança, armamentos, soldados, etc. Oogway decide que está na hora de realizar uma cerimônia. Shifu então realiza um torneio entre os Cinco Furiosos, para que Oogway possa identificar o Dragão Guerreiro, o único mestre de kung-fu digno de receber o Pergaminho do Dragão, o segredo do poder ilimitado, e paralelamente derrotar Tai Lung. Po, sabendo da notícia, rapidamente tenta chegar ao palácio, porém os portões se fecham antes de sua chegada. Desesperado para ver quem será o Dragão Guerreiro, Po tenta desajeitadamente ver o espetáculo de várias formas, e se prende a um conjunto de fogos de artifício em uma cadeira e se lança no meio da arena em frente a Oogway enquanto escolhe o Dragão Guerreiro. Para surpresa de todos os presentes, Oogway proclama Po como o grande escolhido.
Se negando a aceitar a decisão de Oogway e acreditando que a escolha tenha sido um acidente, Shifu tenta descartar Po com um regime de treinamento severo, enquanto os Cinco Furiosos o repreendem como um entusiasta sem potencial em artes marciais. Po considera renunciar, mas depois de receber um incentivo de Oogway, ele continua seu treinamento e gradualmente faz amizade com os Cinco pela sua resiliência, habilidade culinária e bom humor. Uma noite, enquanto Po fala sobre o tratamento de Shifu em relação a ele, Tigresa conta a história de como Shifu criou Tai Lung desde que o encontrou como filhote e o treinou para o kung-fu. Vendo maldade em seu coração, Oogway se nega a entregá-lo o Pergaminho do Dragão, revoltando Tai Lung, que destruiu o vale e tentou pegar o pergaminho à força. Com Shifu incapaz de destruir o que havia criado, Oogway mostra-se obrigado a agir para impedir Tai Lung.
Enquanto isso, Zeng chega à prisão e entrega a mensagem de Shifu para o comandante Vachir que ri da situação e vai até onde Tai Lung está junto de Zeng. Após debochar dele, Tai Lung consegue se soltar utilizando uma das penas caídas de Zeng. Shifu é informado sobre a fuga e por sua vez diz a Oogway, que, antes de morrer, faz com o que Shifu prometa que não irá desistir de Po. Ainda incapaz de entender o básico do kung-fu, Po admite desesperadamente que não tem a menor chance de derrotar Tai Lung. Ao ouvir isso, Tigresa e os demais partem em uma jornada para enfrentar Tai Lung. No entanto, Shifu descobre que Po é capaz de feitos físicos impressionantes quando motivado por comida. Usando os alimentos como reforço positivo, Shifu consegue treinar Po com sucesso, incorporando esses feitos em um estilo inovador de kung-fu.
Enquanto isso, os Cinco batalham com Tai Lung, mas são derrotados por seus movimentos rápidos e agressivos. Ele poupa Garça para transportar o resto dos Cinco de volta a Shifu como um aviso. Com Tai Lung cada vez mais próximo, Shifu decide que Po está pronto para receber o Pergaminho do Dragão, mas o pergaminho não revela nada além de uma superfície dourada em branco. Acreditando que o pergaminho é inútil, Shifu ordena que Po e os Cinco evacuem o vale enquanto ele enfrentará Tai Lung. Desolado e temendo a morte de Shifu, Po vai ao encontro de seu pai. Na tentativa de consolar seu filho, Ping revela que o ingrediente secreto de sua famosa "sopa especial de macarrão" é "nada", explicando que as coisas são especiais quando se acredita que sejam. Po percebe que esta é a mensagem do Pergaminho do Dragão: "acreditar em si mesmo", e retorna para enfrentar Tai Lung.
Po encontra Shifu gravemente ferido e derrotado. Ele então se torna um desafio formidável para Tai Lung, frustrando-o com técnicas de luta confusas em cima de sua gordura corporal excessiva que o torna imune aos ataques nervosos de Tai Lung que vence Po momentaneamente e recupera o pergaminho, mas é incapaz de compreendê-lo. Eventualmente, Po derrota Tai Lung usando o misterioso Golpe do Dedo Wuxi para vencê-lo. Po é elogiado pelos habitantes do vale e ganha o respeito dos Cinco Furiosos, que o reconhecem como um verdadeiro guerreiro do kung-fu. 
Em uma cena no meio dos créditos, Po e Shifu são vistos comendo juntos enquanto uma muda de pessegueiro plantada por Oogway começa a crescer.

## Elenco
- Jack Black como Po, um panda-gigante enérgico, propenso a acidentes e obstinado fã de Kung Fu.
  - No Brasil, o personagem foi dublado por Lúcio Mauro Filho.[3][4]
- Dustin Hoffman como Mestre Shifu, um velho e severo panda-vermelho, mestre de kung fu dos Cinco Furiosos.
- Os Cinco Furiosos:
  - Angelina Jolie como Mestre Tigresa, uma tigresa-do-sul-da-china mal-humorada e líder dos Cinco Furiosos.
    - No Brasil, foi dublada por Juliana Paes.[3][4]

  - Lucy Liu como Mestre Víbora, uma doce e de boa índole víbora verde.
  - Jackie Chan como Mestre Macaco, um descontraído macaco-dourado.
  - Seth Rogen como Mestre Louva-a-Deus, um ágil louva-a-deus chinês.
  - David Cross como Mestre Garça, um grou-da-manchúria pragmático e sarcástico.
- Ian McShane como Tai Lung, um leopardo-das-neves arrogante e agressivo que anteriormente era o filho adotivo e aluno de Shifu.
- Randall Duk Kim como Mestre Oogway, um sábio ancião tartaruga-das-galápagos, mentor do Mestre Shifu.
- James Hong como Sr. Ping, um ganso chinês e o pai adotivo de Po, que administra um restaurante de macarrão.
- Dan Fogler como Zeng, um tímido pato chinês e o mensageiro de Shifu.
- Michael Clarke Duncan como Comandante Vachir, um rinoceronte-de-java arrogante e intimidador que é o diretor da prisão Chorh-Gom, onde Tai Lung está preso.

## Música
Como na maioria dos filmes de animação da DreamWorks, o compositor Hans Zimmer compôs a trilha de Kung Fu Panda. Zimmer visitou a China para absorver a cultura e conheceu a Orquestra Sinfônica Nacional da China como parte de sua preparação; além disso, Timbaland também contribuiu para a trilha sonora. A trilha sonora também inclui uma versão parcialmente reescrita da música clássica, "Kung Fu Fighting", realizada por Cee-Lo Green e Jack Black para os créditos finais. Além disso, em algumas versões, a canção final foi cantado por Rain. Embora Zimmer tenha sido originalmente anunciado como o principal compositor do filme, durante uma sessão de teste, o CEO da DreamWorks Animation SKGJeffrey Katzenberg anunciou que o compositor John Powell também estaria contribuindo para a partitura. Isso marcou a primeira colaboração em oito anos para os dois, que já haviam trabalhado juntos em The Road to El Dorado, da DreamWorks, e no thriller de ação Chill Factor. Um álbum da trilha sonora foi lançado pela Interscope Records em 3 de junho de 2008.

## Recepção
Kung Fu Panda estreou no Festival de Cannes, com muitos aplausos, e em seguida recebeu ótimas críticas.
No site agregador de críticas Rotten Tomatoes, 87% das 74 resenhas dos críticos são positivas. O consenso diz que a animação "tem uma mensagem familiar, mas a mistura agradável de humor, ação rápida de artes marciais e a colorida animação fazem ganhar um entretenimento de verão."
O filme estreou em primeiro lugar nas bilheterias dos Estados Unidos, e faturou $215 milhões no país e $631 no mundo (terceira maior bilheteria do ano, atrás de The Dark Knight e Indiana Jones and the Kingdom of the Crystal Skull). Também atraiu mais de 3,8 milhão de espectadores no Brasil (segundo maior público, atrás de The Dark Knight),  e 600.000 em Portugal (terceira maior bilheteria, atrás de Mamma Mia! e Madagascar: Escape 2 Africa).
Na versão brasileira do filme, Juliana Paes e Lúcio Mauro Filho foram selecionados para dublar Tigresa e Po, respectivamente.

## Sequências
A sequência, Kung Fu Panda 2, foi lançada na quinta-feira, 26 de maio de 2011, com boas críticas (classificação do Rotten Tomatoes de 81%). Foi lançado em 3D e dirigido por Jennifer Yuh Nelson (que dirigiu a sequência de abertura 2D do primeiro filme) com o retorno do elenco original. A história apresenta um novo vilão com uma arma misteriosa tão poderosa que ameaça a existência do kung fu, e Po também deve enfrentar seu passado.
Uma segunda sequência, Kung Fu Panda 3, foi anunciada como uma coprodução entre a DreamWorks Animation e a Oriental DreamWorks, com sede em Xangai. O Kung Fu Panda 3 foi lançado em 29 de janeiro de 2016.

## Spin-offs

### Mangá
Um mangá baseado no filme foi lançado no Japão na edição de setembro de 2008 da revista Kerokero Ace. Foi escrito por Hanten Okuma e ilustrado por Takafumi Adachi.

### Séries de televisão
Uma série de televisão intitulada Kung Fu Panda: Legends of Awesomeness foi ao ar na Nickelodeon com sua estréia em 19 de setembro de 2011.
No elenco da série, apenas Lucy Liu e James Hong reprisaram seus papéis como Víbora e Sr. Ping, respectivamente. Na série, Po continua a defender o Vale da Paz de todos os tipos de vilões, cometendo erros, aprendendo sobre a história do kung fu e conhecendo outros mestres da arte. Nos Estados Unidos, a série terminou em 29 de junho de 2016, com um total de três temporadas e 80 episódios. No entanto, antes de estrear nos EUA, os episódios finais estrearam na Alemanha pela primeira vez de 30 de dezembro de 2014 a 7 de janeiro de 2015.
Kung Fu Panda: The Paws of Destiny é uma série de televisão da Web produzida pela DreamWorks Animation, lançada no Amazon Prime em 16 de novembro de 2018. É a segunda série de TV da franquia, seguida por Kung Fu Panda: Legends of Awesomeness. O desenvolvedor Mitch Watson confirmou que Mick Wingert vai reprisar seu papel de Legends of Awesomeness como Po.

### Especial de férias
O Especial de Férias do Kung Fu Panda foi ao ar na NBC quarta-feira, 24 de novembro de 2010.